# Westray
Westray er en ø på Orkneyøerne i Skotland med ca. 550 indbyggere, 28 km nord for Kirkwall. Øen har et areal på 47,13 kvadratkilometer og er den sjette største af Orkneyøerne. Grundbjerget består af sandsten. Der er lidt tørv på øen og den er kendt for sine frodige græsmarker og kvægavl. Øens hovederhverv er fiskeri, landbrug og turisme.
Den største landsby er Pierowall, hvor de fleste af indbyggerne bor. I byen er der flere fiskefabrikker, blandt andet en der forarbejder krabber som enten afsættes levende for den bedste dels vedkommende, men ud over dette afsættes de også som hele krabber i fersk eller frossen tilstand.
Der er fra Pierowall færgeforbindelse til Papa Westray. Færgehavnen til Orkneys hovedø Mainland ligger i Rapness. På de nordlige del af øen er der en lille flyveplads med flyforbindelse til naboøen Papa Westray.
Af seværdigheder er der blandt andet den romanske kirke Cross Kirk, ruinen af Lady Kirk, Noup Head fyr fra 1898, ruinerne af Noltland Castle bygget 1560 og fuglefjelde.

## Historie
Den første kendte bosætning på øen fandt sted omkring 3500 f.kr.. Udgravninger omkring 1980 ved Knowe o Skea, på den sydvestlige del af øen, bragte mere viden om jernalderens begravelser, Den gode bevaringsværdi af de ca. 100 lig skyldes jordens store indhold af salt. Desuden fandt man i en grav fra 3. årtusinder f.Kr. Westraystenen med helleristninger. En replik fra stenen kan ses i Kirkwall Museum.
- Ruierne af et hus på Westray med traditionelt fldsrenstag
- Westray set fra Papa Westray
- Fiskerleje
- Vestsiden nær Midbea
- Fyrtårnet Noup Head
- Klipper ved Noup Head
- Klipper nær Langskaill
- Lady Kirk